# John Friedrich Vuilleumier

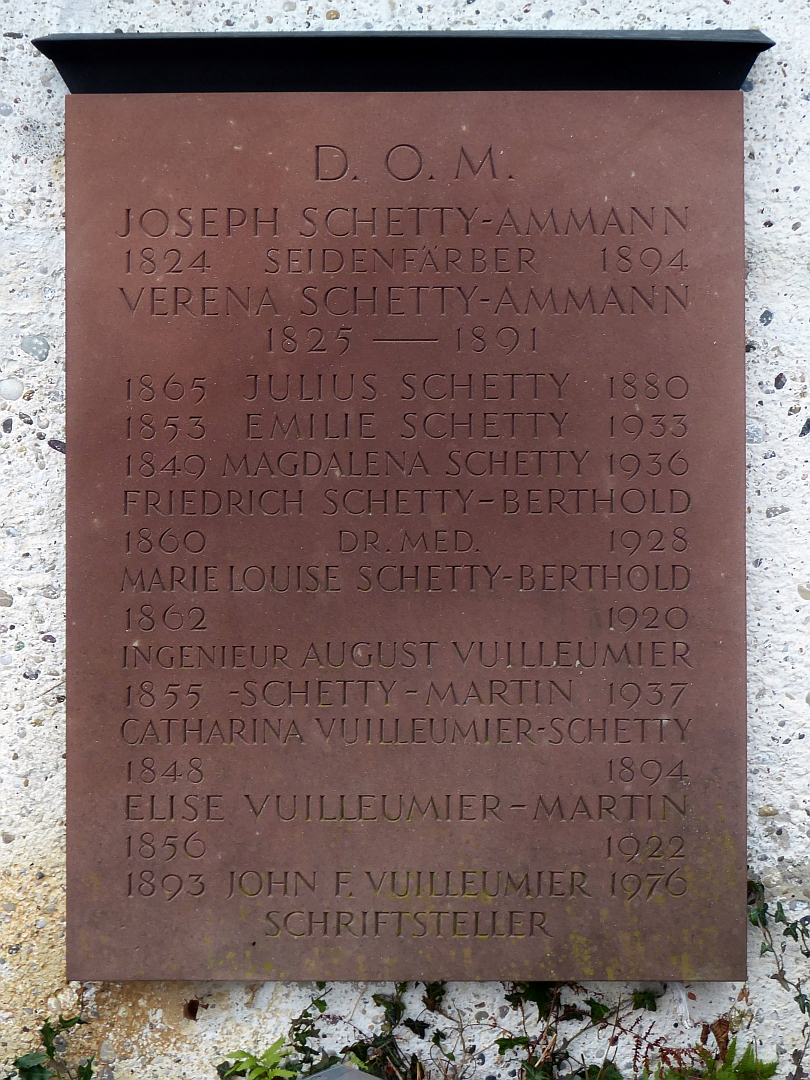
Familiengrab, Friedhof am Hörnli, Riehen, Basel-Stadt

John Friedrich Vuilleumier, eigentlich Johann Frédéric Vuilleumier, (* 1. Dezember 1893 in Basel; † 23. August 1976 in Riehen/Kanton Basel-Stadt) war ein Schweizer Jurist und Schriftsteller.

## Leben
John Frédéric Vuilleumier war der Sohn eines Industriellen aus dem Schweizer Kanton Jura; seine Mutter stammte aus Basel. Nach dem Besuch der Oberrealschule in Basel absolvierte er ein Studium der Rechtswissenschaften an den Universitäten in Basel, Genf, Berlin und Zürich. 1918 promovierte er an der Universität Basel zum Doktor der Rechte. Da er es ablehnte, eine herkömmliche Juristenkarriere einzuschlagen, volontierte er zunächst an einer Basler Strafvollzugsanstalt. 1919 ging er in die Vereinigten Staaten, wo er studienhalber ein Jahr lang freiwillig als Strafgefangener in den Zuchthäusern von Portsmouth (New Hampshire) und Auburn (New York)  verbrachte. Anschliessend durchquerte er die Vereinigten Staaten als Abenteurer bis nach Kalifornien und wieder zurück nach New York. Danach reiste er zu der karibischen Insel Trinidad, in deren Urwäldern er sich einige Monate lang aufhielt. Nach seiner Rückkehr nach Europa lebte er ab 1931 in Paris, unterbrochen von weiteren Reisen und einem Aufenthalt in der Schweiz während des Zweiten Weltkriegs.
John Friedrich Vuilleumier war Verfasser von Romanen, Erzählungen, Theaterstücken und Hörspielen. Während seine frühen Werke von
seinem justizkritischen Engagement und der Sympathie für die Opfer eines repressiven Strafvollzugs geprägt sind, schrieb Vuilleumier später in betont sinnenfroher Weise über Themen aus der Schweizer Provinz, insbesondere des Jura.

## Auszeichnungen
- 1960 Literaturpreis der Stadt Basel
- 1968 Gesamtwerkspreis der Schweizerischen Schillerstiftung
- 1970 Kunstpreis der Stadt Basel

## Werke
- Das Gewohnheitsverbrechertum und seine Bekämpfung, Basel 1918
- Wir alle, Basel 1920
- In falschen Händen!, Basel 1921
- Die Verteidigung, Basel 1924
- Carl Christophs grüne Fassade, Aarau 1927
- Cantor im Kaleidoskop, Wien 1930
- Hilli, Hildebrand und Er, Zürich u. a. 1932
- Der Strom, Zürich 1936
- Sie irren, Herr Staatsanwalt!, Zürich u. a. 1937
- Steven Madigan, Zürich 1941
- Das Haus im Regen, Zürich 1942
- Die dreizehn Liebhaber der Jeannette Jobert, Zürich 1943
- Der Gast, Basel 1946
- Irving Potter, Zürich 1946
- Die vom Berg, Zürich 1947
- Keines schlief in dieser Nacht, Bern 1950
- Muramur oder Die Fahrt ins Zwielicht, Bern 1951
- Der Stern im Süden, Basel 1953
- Tropische Rhapsodie, Zürich 1954
- Mein Freund Ralph Di, Zürich 1955
- Sträfling Nummer 9669, Basel 1956
- Auf den Spuren Sindbads, des Seefahrers, Basel 1959
- Jeder Zoll ein König, Frauenfeld 1960
- Die Stunde der Line Latour, Zürich 1964
- Ursule Lion, Basel 1964
- Lincoln – Kennedy, Basel 1965
- Der ovale Spiegel, Breitenbach 1967
- Die Einsamen, Basel 1970
- Der letzte Tunnel, Olten u. a. 1970
- Variationen in Moll, Basel u. a. 1975

### Übersetzungen
- James Stephens: Vagabunden, Engel und Dämonen, Basel 1964